# Bojnice
Bojnice es un municipio del distrito de Prievidza en la región de Trenčín, Eslovaquia, con una población estimada a final del año 2024 de 5073 habitantes.
Se encuentra ubicado al este de la región, cerca del río Nitra (cuenca hidrográfica del Danubio) y de la frontera con las regiones de Banská Bystrica y Žilina. En la ciudad está ubicado el Castillo de Bojnice.

## Demografía
| Año        | 1994 | 2004    | 2014    | 2024    |
| ---------- | ---- | ------- | ------- | ------- |
| Población  | 4984 | 4996    | 4900    | 5073    |
| Diferencia |      | +0,24 % | −1,92 % | +3,53 % |

| Año        | 2023 | 2024    |
| ---------- | ---- | ------- |
| Población  | 5013 | 5073    |
| Diferencia |      | +1,19 % |